# Семь похищенных женихов
«Семь похищенных женихов» — советский фильм 1976 года режиссёра Сухбата Хамидова.

## Сюжет
К девушке Малике сватается известный наездник Саидбек, но девушка отвергает его. Тогда он обращается в "брачное агентство" при фотоателье, в котором четверо мошенников
 — Камол-ака, Гафур, Гафар и Муроди — организуют для женихов похищения невест. Мошенники похищают Малику, но ей удаётся бежать и милиция арестовывает «сватов».

## В ролях
- Инара Гулиева — Малика Усманова
- Юрий Медведев — Муроди
- Махмуд Тахири — Камол-ака
- Зафар Джавадов — Анвар
- Ато Мухамеджанов — Бобо-Нияз — Нияз Усманов
- Шоди Салихов — Гафар
- Амон Кадыров — Гафур
- Раджабали Хусейнов — Саидбек Рустамов
- Сороджон Сабзалиева — эпизод
- Марат Хасанов — эпизод
- Дильбар Умарова — эпизод
- Аслан Рахматуллаев — эпизод
- Абдульхайр Касымов — папаша жениха

## Критика
Фильм был назван критикой неудачным, схематичным, где образы героев получились «расплывчатыми кинематографическими штампами» без национального характера:

В фильме «Семь похищенных женихов» режиссёр Сухбат Хамидов располагал редкость самобытным материалом, с таким точным национальным адресом, что один только замысел исключал возможность появления киностандарта. Но, увы, замысел далеко не всегда совпадает с тем, что предъявляется зрителю на киноэкране, и, увы, или, напротив, к счастью, невозможно зрителя обмануть подменой живой жизни букетом самых благих намерений.— журнал «Памир», 1978